# Liste der Mitglieder des Sächsischen Landtags 1848
Diese Liste gibt einen Überblick über die Mitglieder des außerordentlichen Sächsischen Landtags des Jahres 1848, der vom 22. Mai bis zum 15. November 1848 tagte.

## Zusammensetzung der I. Kammer

### Präsidium
- Präsident: Friedrich Freiherr von Friesen
- Vizepräsident: Ernst Wilhelm Gottschald
- 1. Sekretär: Gustav Heinrich Freiherr von Biedermann
- 2. Sekretär: Paul August Ritterstädt

### Vertreter des Königshauses und der Standesherrschaften
| Besitz oder Institution                                      | Abgeordneter | Bemerkungen |
| ------------------------------------------------------------ | --- | ----------- |
| Sächsisches Königshaus                                       | Prinz Johann |             |
| Besitzer der Standesherrschaft Königsbrück                   | Peter Alfred Graf von Hohenthal                                                                                     |             |
| Besitzer der Standesherrschaft Reibersdorf                   | Kurt Heinrich Ernst Graf von Einsiedel                                                                              |             |
| Besitzer der Herrschaft Wildenfels                           | Friedrich Magnis zu Solms-Wildenfels                                                                                |             |
| Vertreter der vier Schönburgischen Lehnsherrschaften         | Carl Heinrich Alban von Schönburg                                                                                   |             |
| Bevollmächtigter der fünf Schönburgischen Rezessherrschaften | Friedrich Theodor von Criegern, am 20. Oktober wurde Carl Friedrich von Schönberg als Bevollmächtigter verpflichtet |             |
| Vertreter der Universität Leipzig                            | Wilhelm Ferdinand Steinacker                                                                                        |             |

### Vertreter der Geistlichkeit
| Amt                                  | Abgeordneter                            | Bemerkungen |
| ------------------------------------ | --------------------------------------- | ----------- |
| Evangelischer Oberhofprediger        | Christoph Friedrich von Ammon           |             |
| Dekan des Domstifts zu Bautzen       | Joseph Dittrich                         |             |
| Superintendent zu Leipzig            | Christian Gottlob Lebrecht Großmann     |             |
| Vertreter des Kollegiatstifts Wurzen | Gustav Heinrich Freiherr von Biedermann |             |
| Vertreter des Hochstifts Meißen      | Ernst von Nostitz                       |             |

### Auf Lebenszeit gewählte Abgeordnete der Rittergutsbesitzer
| Wahlbezirk            | Abgeordneter                                                               | Bemerkungen |
| --------------------- | -------------------------------------------------------------------------- | ----------- |
| Meißner Kreis         | Ludwig Eduard Victor von Zehmen                                            |             |
| Meißner Kreis         | Ernst Gottlob von Heynitz                                                  |             |
| Meißner Kreis         | Dietrich von Miltitz                                                       |             |
| Erzgebirgischer Kreis | Christian Friedrich Meinhold                                               |             |
| Erzgebirgischer Kreis | Caspar Carl Philipp Utz von Schönberg                                      |             |
| Oberlausitz           | Gustav von Nostitz-Wallwitz                                                |             |
| Oberlausitz           | Heinrich Erdmann August von Thielau                                        |             |
| Oberlausitz           | Egon Heinrich Gustav von Schönberg, genannt Freiherr von Bibran und Modlau |             |
| Leipziger Kreis       | Heinrich Wilhelm Crusius                                                   |             |
| Leipziger Kreis       | Karl Friedrich Anton Graf von Hohenthal                                    |             |
| Vogtländischer Kreis  | Friedrich Ernst von Schönfels                                              |             |
| Vogtländischer Kreis  | Carl von Metzsch                                                           |             |

### Rittergutsbesitzer durch Königliche Ernennung
- Alexander Anger
- Carl Graf von Einsiedel
- Heinrich Otto von Erdmannsdorf
- Friedrich Freiherr von Friesen
- Hans Friedrich Curt von Lüttichenau
- Wilhelm Eberhard Ferdinand von Pflugk
- Curt Ernst von Posern
- Rudolph Friedrich Theodor von Watzdorf
- Curt Robert Freiherr von Welck
- Rudolph Benno von Römer

### Magistratspersonen
| Wahlbezirk | Abgeordneter                                 | Bemerkungen |
| ---------- | -------------------------------------------- | ----------- |
| Dresden    | Karl Balthasar Hübler, Bürgermeister         |             |
| Leipzig    | Hermann Adolph Klinger, Bürgermeister        |             |
| Freiberg   | Ernst Wilhelm Bernhardi, Bürgermeister       |             |
| Leisnig    | Carl Moritz Mirus, Bürgermeister             |             |
| Pirna      | Paul August Ritterstädt, Bürgermeister       |             |
| Plauen     | Ernst Wilhelm Gottschald, Bürgermeister      |             |
| Bautzen    | Adolph Traugott Eduard Starke, Bürgermeister |             |
| Chemnitz   | Robert Sigismund Schanz, Bürgermeister       |             |

## Zusammensetzung der II. Kammer

### Präsidium
- Präsident: Franz Xaver Rewitzer
- Vizepräsident: Friedrich Wilhelm Pfotenhauer
- 1. Sekretär: Heinrich Ludolph Kasten
- 2. Sekretär: Franz Ludwig Siegel

### Abgeordnete der Rittergutsbesitzer
| Wahlbezirk            | Abgeordneter                                           | stellvertretender Abgeordneter          | Bemerkungen |
| --------------------- | ------------------------------------------------------ | --------------------------------------- | ----------- |
| Erzgebirgischer Kreis | Wolfgang Freiherr von Herder                           | William Eduard Kraft                    |             |
| Erzgebirgischer Kreis | Carl Friedrich Reiche-Eisenstuck                       | Carl Friedrich Hildebrand von Einsiedel |             |
| Erzgebirgischer Kreis | Eduard Heinrich von Schönfels                          | Carl Jockisch-Scheuereck                |             |
| Leipziger Kreis       | Hermann von Abendroth                                  | Friedrich Henning von Arnim             |             |
| Leipziger Kreis       | Wilhelm Ernst Adolf aus dem Winckel                    | Julius Innocenz von Einsiedel           |             |
| Leipziger Kreis       | Ludwig Wilhelm Ferdinand von Beschwitz                 | Theodor Alexander Platzmann             |             |
| Leipziger Kreis       | August Ferdinand Stockmann                             | Moritz Clauß                            |             |
| Meißner Kreis         | Friedrich von Berlepsch                                | Friedrich August von Globig             |             |
| Meißner Kreis         | Carl August Rittner                                    | Christian Otto Schubert                 |             |
| Meißner Kreis         | Eduard van der Beeck                                   | Bernhard Freiherr von Rochow            |             |
| Meißner Kreis         | Carl Ferdinand Leopold Sigismund Edler von der Planitz | Carl August Gadegast                    |             |
| Meißner Kreis         | Friedrich Wilhelm Schäffer                             | Friedrich Wilhelm Mogk                  |             |
| Oberlausitz           | Joseph Woldemar von Zezschwitz                         | Ernst Adolph von Rex-Thielau            |             |
| Oberlausitz           | Friedrich Theodor von Criegern                         | Franz Hugo Seyfert                      |             |
| Oberlausitz           | Warner Reinhold Geißler                                | Carl Eduard Päßler                      |             |
| Oberlausitz           | Carl Wilhelm Traugott von Mayer                        | Bernhard Constantin Schenk              |             |
| Oberlausitz           | Hans Karl Florian von Nostitz-Drzwiecki                | Carl Moritz Brescius                    |             |
| Vogtländischer Kreis  | Heinrich Ludolph Kasten                                | Friedrich Wilhelm Adler                 |             |
| Vogtländischer Kreis  | Franz Gustav Emil Kreller                              | Ferdinand Hartenstein                   |             |
| Vogtländischer Kreis  | Gustav Adolf Robert von Beust                          | Franz Ludwig Golle                      |             |

### Abgeordnete der Städte
| Wahlbezirk | Abgeordneter                  | stellvertretender Abgeordneter     | Bemerkungen |
| ---------- | ----------------------------- | ---------------------------------- | --- |
| 1          | Johann Amadeus Helbig         | Moritz Ferdinand Meißner           | |
| 2          | vakant                        | vakant                             | Wahl stand aus |
| 3          | Georg Friedrich Wehner        | Christoph Reinhard Dietrich Martin | |
| 4          | Julius Theodor Schmidt        |                                    | Wahl des Stellvertreters war wegen Formfehler zu wiederholen                                                                                   |
| 5          | Carl Hugo Tzschucke           | Franz Ludwig Siegel                | Tzschucke nahm an der Nationalversammlung teil, sein Stellvertreter wurde einberufen                                                           |
| 6          | Wilhelm Michael Schaffrath    | Carl Gottfried Kuntzsch            | Schaffrath nahm an der Nationalversammlung teil, sein Stellvertreter wurde einberufen                                                          |
| 7          | Ernst Ludwig Maukisch         | Johann Traugott Katzer             | |
| 8          | Carl Friedrich Sachße         | Robert Beyer                       | |
| 9          | Julius Werner                 | Emil Lehmann                       | |
| 10         | Carl Friedrich Metzler        | Jacob Georg Bodemer                | |
| 11         | Johann August Scheibner       | Emil Christian Hänel               | |
| 12         | Ernst Ludwig Thiersch         | Carl Ludwig Einenkel               | |
| 13         | Johann Kaiser                 | August Oppe                        | |
| 14         | Friedrich Wilhelm Pfotenhauer | Franz Wilhelm Reichenbach          | |
| 15         | vakant                        | vakant                             | Der bisherige Abg. Martin Gotthard Oberländer war zum Staatsminister ernannt worden, der Stellv. Carl Gottlieb Melzer †, Nachwahl im Juni 1848 |
| 16         | Friedrich August Neidhardt    | Carl Adolph Beutler                | |
| 17         | vakant                        | Franz August Mammen                | Karl Braun ist zum Staatsminister ernannt worden, Mammen nahm an der Nationalversammlung teil                                                  |
| 18         | vakant                        | vakant                             | Carl Todt ist zum 15. April 1848 ausgetreten, der Stellv. Wilhelm Becker † Ende April 1848, Neuwahl erforderlich                               |
| 19         | Samuel Erdmann Tzschirner     | Daniel Ferdinand Haberkorn         | |
| 20         | Adolph Ernst Hensel           | Gustav Woldemar Kretzschmar        | Hensel nahm an der Nationalversammlung teil, sein Stellvertreter wurde einberufen                                                              |
| Chemnitz   | Franz Xaver Rewitzer          | Magnus Ottomar Kölz                | |
| Dresden    | Carl Julius Küttner           | Ferdinand Adolf Opitz              | exakte Benennung des Dresdner Wahlbezirks erfolgt in vorliegenden Quellen nicht                                                                |
| Dresden    | Carl Ludwig Meisel            | Gottfried Heinrich Jordan          | exakte Benennung des Dresdner Wahlbezirks erfolgt in vorliegenden Quellen nicht                                                                |
| Leipzig    | Karl Heinrich Haase           | Robert Julius Vollsack             | exakte Benennung des Leipziger Wahlbezirks erfolgt in vorliegenden Quellen nicht                                                               |
| Leipzig    | Heinrich Brockhaus            | Georg Friedrich Fleischer          | exakte Benennung des Leipziger Wahlbezirks erfolgt in vorliegenden Quellen nicht                                                               |

### Abgeordnete des Bauernstandes
| Wahlbezirk | Abgeordneter                   | stellvertretender Abgeordneter | Bemerkungen                                                                            |
| ---------- | ------------------------------ | ------------------------------ | -------------------------------------------------------------------------------------- |
| 1          | Hermann Joseph                 | Carl Christian August Pusch    |                                                                                        |
| 2          | Johann Christoph Huth          | Carl Lindner                   |                                                                                        |
| 3          | Friedrich Wilhelm Müller       | August Ehrhardt Kirmse         |                                                                                        |
| 4          | Johann Gottlieb Kleeberg       | Gotthelf Fürchtegott Beck      |                                                                                        |
| 5          | Christian Traugott Oehmichen   | Christian Wolf                 |                                                                                        |
| 6          | Johann George Wend             | Johann Gottlieb Fehrmann       |                                                                                        |
| 7          | Gottlob Fürchtegott Haußwald   | Wilhelm Ludwig Haußmann        |                                                                                        |
| 8          | Carl August Cubasch            | Carl August Thiermann          |                                                                                        |
| 9          | Wilhelm August Ernst Haden     | Carl Friedrich August Kunzmann |                                                                                        |
| 10         | Johann Gottlieb Ludwig         | Carl Heinrich Schmidt          |                                                                                        |
| 11         | Carl Friedrich Wolf            | Johann Gottfried Eulitz        |                                                                                        |
| 12         | Friedrich Anton Daniel Hilbert | Carl Gottlob Steyer            |                                                                                        |
| 13         | August Friedrich Siegert       | Carl Friedrich Otto Geyer      |                                                                                        |
| 14         | Karl August Müller             | vakant                         | Der bisherige Abg. Carl Joseph Thümer hatte durch Gutsverkauf die Wählbarkeit verloren |
| 15         | Carl Ferdinand Oehme           | Johann Traugott Heinrich Lutze |                                                                                        |
| 16         | Karl Friedrich Wilhelm Heyn    | Karl Heinrich Scheidhauer      |                                                                                        |
| 17         | Johann George Christoph Neydel | Carl Gotthilf Nestler          |                                                                                        |
| 18         | vakant                         | vakant                         | Wahl noch nicht erfolgt                                                                |
| 19         | vakant                         | vakant                         | Wahl noch nicht erfolgt                                                                |
| 20         | Johann Georg Erdmann Elbel     | Johann Gottfried Dietzsch      |                                                                                        |
| 21         |                                | Christian Gottlieb Riedel      | Der bisherig Abg. Gottlieb Scholze ist durch Gutsverkauf ausgeschieden, Nachwahl offen |
| 22         | Christian Gottfried Zimmermann | Johann Benjamin Mönch          |                                                                                        |
| 23         | Johann Gottlob Unger           | Christian Friedrich Elstner    |                                                                                        |
| 24         | Peter Traugott Herrmann        | Johann Lehmann                 |                                                                                        |
| 25         | Johann Traugott Herrmann       | Johann George Wenke            |                                                                                        |

### Vertreter des Handels und Fabrikwesens
| Bezirk | Abgeordneter              | stellvertretender Abgeordneter | Bemerkungen                                                                           |
| ------ | ------------------------- | ------------------------------ | ------------------------------------------------------------------------------------- |
| 1      | Christian Traugott Leuner | Franz Ludwig Gehe              |                                                                                       |
| 2      | Gustav Harkort            | Wilhelm Theodor Seyfferth      |                                                                                       |
| 3      | Carl Alexander Albrecht   | Bernhard Friedrich Hecker      |                                                                                       |
| 4      | Bernhard Eisenstuck       | Adolph Hecker                  | Eisenstuck nahm an der Nationalversammlung teil, sein Stellvertreter wurde einberufen |
| 5      | vakant                    | Eli Evans                      | Robert Georgi ist zum Staatsminister ernannt worden, Neuwahl war noch nicht erfolgt   |